# Río Kaukausib

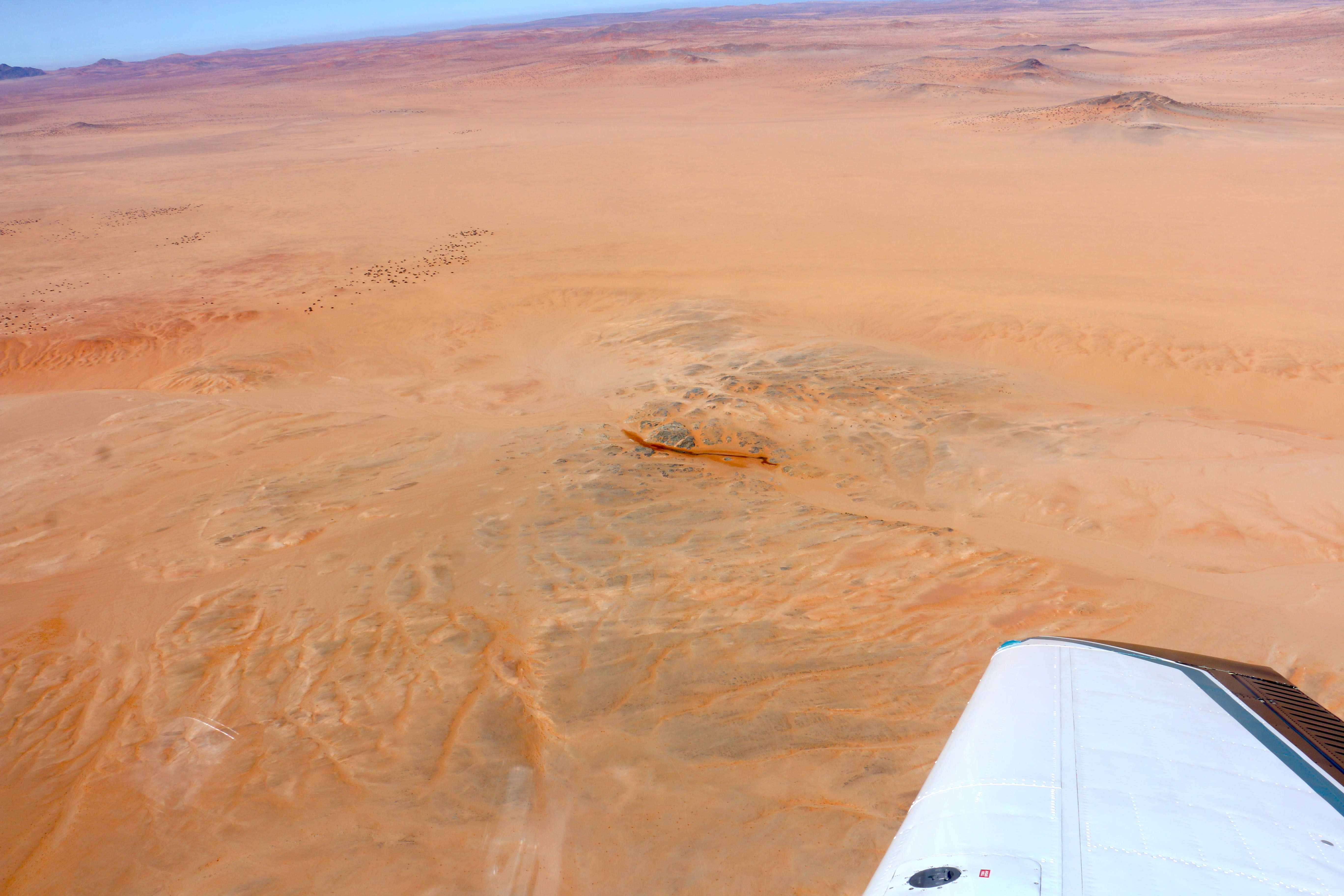
Vista aérea sobre la primavera de Kaukausib en el Área Restringida de Diamantes

El Río Kaukausib en  alemán llamado Kaukausib-Mulde es un  rivera,  o río seco, dentro del  Área Restringida del Diamante también llamado Sperrgebiet en el sur de Namibia. El río Kaukausib se extiende a través del Namib de sur a norte-noroeste. Termina en el desierto de Namib sin llegar al Océano Atlántico, ni a ningún otro río. En el extremo superior del río Kaukausib hay un manantial, que lleva agua durante todo el año y es un abrevadero para varios animales, especialmente para el orix y el  avestruz. El manantial de Kaukausib se encuentra a 62 km al sureste de Lüderitz y a 40 km al este de la costa atlántica a 375 m sobre el nivel del mar.
En los primeros días, en la marcha de  Lüderitzbucht a Aus, los bueyes eran abrevados en el pozo de Kaukausib. Los alemanes escribía aeste respecto:| 

... y en la guerra de los calvos la Wasserstelle Kaukausib erfüllt von Lärm und Staub, von Gestampf und Ochsengebrüll.
- Meno Holst, Lüderitz erkämpft Südwest S.118 (1941)

Que significa:

... y pronto el abrevadero de Kaukausib se llenó de ruido y polvo, con estampidos y bramidos de bueyes.

El libro «Diamantes en el Desierto» describe cómo August Stauch estableció una compañía a principios del siglo XX llamada Kaukausibtal Diamantengesellschaft.

Captación satelital de Kaukausib